# Bruno Karsenti
Pour les articles homonymes, voir Karsenti.
Bruno Karsenti (né en 1966) est un philosophe français.

## Biographie
Agrégé de philosophie (1990), il a été maître de conférences à l'Université Paris 1 Panthéon-Sorbonne puis directeur d'études à l'École des hautes études en sciences sociales (EHESS), et travaille au croisement de la philosophie politique et des sciences sociales.
Il a étudié la tradition sociologique et anthropologique, et la place qu'elle occupe dans la formation de la pensée politique moderne. Son approche des questions politiques se fonde sur l'apport spécifique des sciences sociales et le déplacement conceptuel qu’elles opèrent. Il a publié des livres consacrés à Marcel Mauss, Emile Durkheim et Auguste Comte, a édité certaines œuvres de Gabriel Tarde, de Lucien Lévy-Bruhl, ou encore de Henri Bergson. Il a analysé le paradigme structural, pragmatiste et phénoménologique en sciences sociales. Il s'est aussi attaché à suivre la voie de la psychanalyse dans la définition d'une identité collective de type proprement politique. Dans D'une philosophie à l'autre, paru en 2013, il caractérise et illustre la nouvelle pratique de la philosophie qu'induit la prise en compte des sciences sociales comme formation de savoir et pratique de connaissance constitutives de ce qu'on nomme modernité.
De 1995 à 1998, il est pensionnaire de la Fondation Thiers.
En 2013, il reçoit la médaille d'argent du CNRS.
En novembre 2017, il est nommé vice-président de l'EHESS par le nouveau président, Christophe Prochasson, où il organise depuis 2018 le séminaire « Les Juifs et l'Europe ».

## Publications

### Ouvrages personnels
- Marcel Mauss. Le fait social total, Paris, PUF, 1994.

Prix Victor-Delbos de l'Académie des sciences morales et politiques
- L'homme total. Sociologie, anthropologie et philosophie chez Marcel Mauss, Paris, PUF, 1997.
- Politique de l'esprit : Auguste Comte et la naissance de la science sociale, Paris, Hermann, 2006.
- La Société en personnes. Études durkheimiennes, Paris, Economica, 2006.
- Moïse et l'idée de peuple. La vérité historique selon Freud, Paris, Cerf, 2012.
- D'une philosophie à l'autre. Les sciences sociales et la politique des modernes, Paris, Gallimard, coll. « NRF essais », 2013.
- La question juive des modernes. Philosophie de l'émancipation, Paris, PUF, 2017.
- avec Cyril Lemieux, Socialisme et sociologie, Paris, EHESS, 2017.
- (it) L’Ebreo emancipato. Attualità dell’antisemitismo in Europa, Bologne, EDB, 2019.
- La place de Dieu. Religion et politique chez les modernes, Paris, Fayard, 2023.

Prix Raymond-de-Boyer-de-Sainte-Suzanne de l'Académie française
- Nous autres Européens : dialogue philosophique avec Bruno Latour, Paris, PUF, 2024.

### Direction d’ouvrages collectifs et numéros de revue
- dir. avec Jocelyn Benoist, Phénoménologie et sociologie, Paris, PUF, 2001.
- « Révolution et croyance dans le droit : Emmanuel Lévy (1871-1944) », dans Droit et Société, n°56-57, 2004 (dir. avec Frédéric Audren).
- « La Croyance et l'enquête. Aux sources du pragmatisme », dans Raisons pratiques, n°15, EHESS, 2005 (dir. avec Louis Quéré).
- La fin d'une illusion. Israël et l'Occident après le 7 octobre, Paris, PUF, 2024.